# Beckett Point (Washington)
Beckett Point es un área no incorporada ubicada en el condado de Jefferson en el estado estadounidense de Washington.

## Geografía
Beckett Point se encuentra ubicado en las coordenadas 48°4′37″N 122°53′20″O / 48.07694, -122.88889.